# Хадрамаут (област)
Хадрамаут е една от 19-те области на Йемен. Площта ѝ е 167 000 км², а населението ѝ е 1 291 800 жители (по оценка от 2012 г.). Разделена е на 30 окръга. Разположена е в часова зона UTC+3. Официален език е арабският.